# Humicola grisea
Humicola grisea är en svampart som beskrevs av Traaen 1914. Humicola grisea ingår i släktet Humicola och familjen Chaetomiaceae.  Utöver nominatformen finns också underarten thermoidea.